# Václav Flajšhans
Václav Flajšhans, rozený Wenzel Fleischhans (1. července 1866 Praha – 20. listopadu 1950 tamtéž) byl český filolog, literární historik, vydavatel staré české literatury, zejména spisů mistra Jana Husa, knihovník a středoškolský pedagog.

## Život
Narodil se v Praze na Malé Straně jako první ze tří dětí v česko-německé rodině tkalce a hudebníka Fridricha Fleischhanse a Ludmily, rozené Štolbové
V letech 1885–1890 vystudoval českou a klasickou filologii na Filosofické fakultě české univerzity v Praze, roku 1894 získal titul doktora za disertaci o Josefu Dobrovském. Byl žákem a následovníkem českého jazykovědce Jana Gebauera. Od roku 1894 učil jako suplent na reálném a vyšším gymnáziu v Praze II. - Křemencově ulici, kde byl 15. listopadu roku 1906 potvrzen jako profesor. Podle jiného zdroje v letech 1897–1898 učil na gymnáziu v Truhlářské ulici a dále až do roku 1919 na gymnáziu na Vinohradech. Roku 1900 byl zvolen členem třetí, jazykovědné třídy České akademie věd a umění (ČAVU) a roku 1901 se stal členem Královské české společnosti nauk (KČSN). Několikrát zasáhl do boje o Rukopisy, nejprve roku 1896 obhajobou z gramatického a lexikálního hlediska, později se však připojil k jejich odpůrcům.
Udržoval korespondenci s historikem F. M. Bartošem, básníkem Petrem Bezručem, literárním historikem a politikem Albertem Pražákem, literátem F. X. Šaldou, politikem a knihovníkem Zdeňkem Tobolkou a dalšími současníky zejména z literárních, jazykovědných či historických kruhů.
Flajšhans podnikl několik studijních cest do zahraničí. Ve Skandinávii navštívil švédská univerzitní města Lund a Stockholm, Helsinky ve Finsku a Viborg v Dánsku. v roce 1899 navštívil město Kostnice v Německu. V tamějších knihovnách studoval dokumenty bohemikálního charakteru, po návratu do Čech výsledky své práce publikoval v odborném tisku. Na pětiměsíční cestě po Rusku v roce 1906 pobyl například v Petrohradu.
V letech 1921–1932 pracoval jako samostatný knihovník v knihovně ČAVU, kterou ve zprávě prezidentovi z roku 1921 popsal následovně: "Dne 1. května 1921 Knihovna Akademie nejen nevyhovovala ani nejmírnějším požadavkům knihovny ve Zlámané Lhotě, nýbrž přímo poškozovala ideální a hmotné zájmy národa." Flajšhans kvůli řadě problémů, se kterými se knihovna potýkala, navrhl komplexní reformu. Zasloužil se o reorganizaci fondu po fyzické i obsahové stránce, zavedl řadu technicko-organizačních opatření (vazby publikací, žádankové formuláře, výpůjční lístky apod.), doporučil založit přírůstkový seznam. Za jeho působení došlo k významnému rozšíření spolupráce s vědeckými institucemi v zahraničí, na jejímž základě bylo možné získávat řadu odborných publikací formou výměny.
V roce 1932 své působení v knihovně ukončil a o rok později se členství v ČAVU vzdal.
Zemřel roku 1950 a byl pohřben na Olšanských hřbitovech.

## Dílo
Flajšhansovo velmi rozsáhlé dílo zahrnuje – vedle mnoha odborných i popularizačních článků a příspěvků pro Ottův slovník naučný – práce jazykovědné, literárně historické a zejména vydavatelské. Přispíval do časopisů Naše řeč, Osvěta (literárně historickými statěmi) a do Národních listů, kde vycházely jeho fejetony pedagogické a badatelské povahy. Mezi jeho nejvýznamnější práce patří:
- Počátky literární činnosti J. Dobrovského (1895) – disertace
- Podrobný seznam slov Rukopisu Královedvorského (Wiesner, 1897)
- Písemnictví české slovem i obrazem od nejdávnějších dob až po naše časy (1901)[12]
- Nejstarší památky jazyka i písemnictví českého (1903)[13]
- Svatopluk Čech (1906)[14]
- Česká přísloví (2 sv., 1911–1913)
- Václava Hájka z Libočan Kronika česká (4 sv., 1918–1933)[15]
- Česká kronika tak řečeného Dalimila (1920)[16]
- Modrý abbé (Melantrich, 1922)
- Náš jazyk mateřský. Dějiny češtiny a slovenčiny (1924)
- Klaret a jeho družina (2 sv., 1926 a 1928)

Soustavně se zabýval životem a dílem Jana Husa, sepsal na 150 článků a knih o Husovi a vydával také jeho spisy:
- Literární činnost M. Jana Husi (1900)[17]
- Mistra Jana Husi sebrané spisy (1900–1911)[18][19][20][21][22]
- Spisy M. Jana Husi (1903–1908)[23]
- Hus - jeho život a dílo (1905)[24]
- Mistr Jan, řečený Hus z Husince (1915)[25]
- Mistr Jan Hus a český národ (1915)
- Mag. Io. Hus sermones in Bethlehem (1938–1947)[26][27][28][29][30][31]

## Rodina
- V roce 1894 se oženil s Jindřiškou Flajšhansovou, rozenou Kakšovou (1868–1931), s níž měl tři děti.[3]. Manželka byla aktivní v ženském emancipačním hnutí, od roku 1910 zastávala funkci starostky Ženského výrobního spolku, byla redaktorkou Ženských listů a zasloužila se o vznik pomníku Elišky Krásnohorské.[32] Osud nejstaršího syn Václava (* 1896) není znám. Mladší syn Jan Flajšhans (* 1901) byl knihovníkem v Knihovně Uměleckoprůmyslového muzea v Praze. Dcera Jindřiška Hušková-Flajšhansová (1898–1980) se stala filoložkou. Specializovala se na rumunštinu, od roku 1968 působila jako profesorka na Univerzitě Komenského v Bratislavě.[33]